# Rancho Palos Verdes
Rancho Palos Verdes és una ciutat dels Estats Units a l'estat de Califòrnia. Segons el cens del 2000 tenia 41.145 habitants.

## Demografia
Segons el cens del 2000, Rancho Palos Verdes tenia 41.145 habitants, 15.256 habitatges, i 12.220 famílies. La densitat de població era de 1.163 habitants/km².
Dels 15.256 habitatges en un 32,6% hi vivien nens de menys de 18 anys, en un 70,8% hi vivien parelles casades, en un 6,8% dones solteres, i en un 19,9% no eren unitats familiars. En el 16,8% dels habitatges hi vivien persones soles el 7,6% de les quals corresponia a persones de 65 anys o més que vivien soles. El nombre mitjà de persones vivint en cada habitatge era de 2,66 i el nombre mitjà de persones que vivien en cada família era de 3.
Per edats la població es repartia de la següent manera: un 23% tenia menys de 18 anys, un 4,7% entre 18 i 24, un 23% entre 25 i 44, un 30,7% de 45 a 60 i un 18,7% 65 anys o més.
L'edat mediana era de 45 anys. Per cada 100 dones de 18 o més anys hi havia 90,1 homes.
La renda mediana per habitatge era de 95.503 $ i la renda mediana per família de 105.586 $. Els homes tenien una renda mediana de 80.617 $ mentre que les dones 46.665 $. La renda per capita de la població era de 46.250 $. Entorn del 2% de les famílies i el 2,9% de la població estaven per davall del llindar de pobresa.

## Poblacions més properes
El següent diagrama mostra les poblacions més properes.